# 1973 en informatique
1972 en informatique - 1973 - 1974 en informatique
Cet article présente les principaux évènements de 1973 dans le domaine informatique.

## Événements
- Lors d'une conférence internationale, l'ingénieur polytechnicien Louis Pouzin présente le datagramme, qui sera à l'origine du protocole d'Internet.
- Unix est complètement réécrit en langage C, et devient multitâche et multi-utilisateurs[1].
- François Gernelle de la société R2E présente en janvier 1973  le Micral, premier micro-ordinateur.
- En août, un groupe d'informaticiens américains, formé autour de Ken Colstad, Efrem Lipkin et Lee Felsenstein, monte Community Memory, un des premiers systèmes publics d'échange de messages, ancêtre des BBS..

### Informatique théorique
- Démonstration du Théorème de Fagin en théorie de la complexité
- Carl Hewitt (en) propose son modèle d'acteur universel pour l’intelligence artificielle

## Prix
- Charles Bachman reçoit le Prix Turing pour ses travaux sur les bases de données